# Банатске планине
Банатске планине (рум. Munții Banatului) је назив за групу релативно ниских планина која припада Јужним Карпатима. Највиши врх је Пијатра грознеј висине 1.447  на Семенику.
Обухвата планинско подручје од реке Мориш на северу до Дунава на југу и од Банатске низије на западу до реке Черне на истоку. Већим делом се простиру на територији Румуније, а мањим делом и у Србији (Вршачке планине).
На овим планинама се налазе и два национална парка Румуније: Клисура Нере — Беушница на Анинским планинама и Локви и Семеник — Клисура Караша на Анинским и Семеничким планинама.

## Планине
Банатске планине, заједно са Трансилванским Карпатима и Карпатима источне Србије, чине Јужне Карпате. На Банатске планине се источно настављају Трансилвански Карпати, а на југу Карпати источне Србије.
Планине које улазе у састав Банатских планина су:
- Семеник (рум. Munții Semenic)
- Локва (рум. Munții Locvei)
- Анинске планине
- Догнечке планине
- Алмашке планине
- Вршачке планине
- Појана руска (рум. Munții Poiana Ruscă) — понекад се не сврстава у Банатске планине[а]